# Delosperma klinghardtianum
Delosperma klinghardtianum är en isörtsväxtart som först beskrevs av Moritz Kurt Dinter, och fick sitt nu gällande namn av Schwant.. Delosperma klinghardtianum ingår i släktet Delosperma, och familjen isörtsväxter. Inga underarter finns listade i Catalogue of Life.